# تعبئة اجتماعية
تعبئة الاجتماعية والتعبئة الشعبية  حشد المدنيين للعمل السياسي. وتشمل التجمعات الحاشدة والمسيرات والمظاهرات والاحتجاج ، وتشمل حركة الأفراد والجماعات في إتجاه الوعي السياسي والمشاركة الأوسع في حياة المجتمع.عن طريق التحول من الأمية إلى التعليم ومن الريف إلى المدينة، ومن الاقتصاد البدائي إلى اقتصاديات السوق، ومن التنظيم الاجتماعي التقليدي إلى التنظيم الاجتماعي الحديث.

## تعريف التعبئة الاجتماعية
تُعرف منظمة اليونسيف التعبئة الاجتماعية: بأنها عملية تجمع بين طائفة واسعة من الشركاء والحلفاء العمليين لتحديد الحاجة إلى نشر الوعي والطلب من أجل هدف إنمائي محدد.بعبارة أخرى، إنها عملية لامركزية مخططة تسعى إلى تسهيل التغيير من خلال مجموعة من اللاعبين المشاركين في جهود مترابطة ومتكاملة.
تتكون التعبئة الاجتماعية من إجراءات جماعية متعددة من خلال العمل الجماعي على مدار فترة زمنية لتحقيق هدف مشترك. وغالبًا ما تتم مشاركة الناس مع السلطة و / أو الجهات الفاعلة القوية بشكل عفوي خارج القنوات المؤسسية.

## آثار التعبئة الاجتماعية

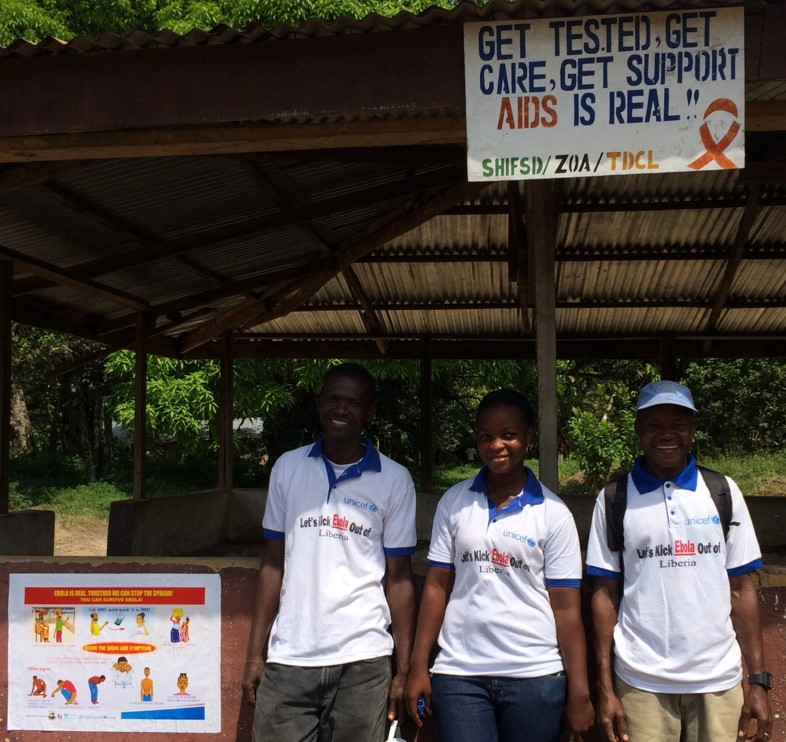
Social Mobilization on Ebola - Liberia (16672096493)

ومن شأن التحولات التي تنتج عن التعبئة الاجتماعية أن تدفع الجماعات الاجتماعية إلى:
1. تغييرات في التكوين الذهني
2. تخلق مطالب سياسية جديدة.
3. تقوّض مؤسسات قائمة أو تطويرها.
4. الثورة على الاضطهاد والقمع كما حصل في آسيا وإفريقيا وأمريكا اللاتينية في القرن العشرين.
5. تعزز الشعور بالانتماء القومي، وتسقط الروابط العشائرية وتصهر الجماعات في بوتقة الوطن والطموح إلى المعاصرة والمشاركة.[4]

## وصلات خارجية
- موقع gsdrc :الحركات الاجتماعية